# Nászút féláron
A Nászút féláron 1936-ban bemutatott fekete-fehér zenés magyar romantikus filmvígjáték Ágay Irén, Jávor Pál, Erdélyi Mici és Kabos Gyula főszereplésével.

## Cselekménye
Az Árkádia játékgyárnál azokat a lányokat, akik férjhez mennek, kirúgják az állásukból. Ennek ellenére két alkalmazott, Kerekes mérnök (Jávor Pál) és Kovács Kató (Ágay Irén) megbeszélik, hogy nászutas-párnak adják ki magukat, mert így féláron tudnak Olaszországban körutazást tenni, mindössze 192 pengőért. Az egyik szállodában összetalálkoznak Pernauer Lajos osztályvezetővel (Kabos Gyula), és titokban elvett feleségével (egyébként titkárnőjével), Lujzával (Erdélyi Mici).
Sajnos összefutnak ifj. Majerrel is, a főnök fiával (aki a házasodás-ellenes intézkedést hozta), aki eredetileg Kovács Katónak felvetette az olaszországi közös utazás ötletét.
Kató (aki folyékonyan beszél olaszul) megszervezi, hogy Olaszországban összeházasodjanak Kerekessel, aki az egészből nem sokat ért, csak azt, hogy megszerette Katót.

## Szereplők
- Ágay Irén – Kovács Kató
- Jávor Pál – Kerekes Pál, mérnök
- Kabos Gyula – Pernauer Lajos, osztályvezető
- Dénes György – Ifj. Majer
- Erdélyi Mici – Lujza, Pernauer titkárnője (és titokban felesége)
- Köpeczi-Boócz Lajos – Id. Majer, vezérigazgató
- További szereplők: Keleti László, Lánczy Margit, Hertay Gizi, László Aladár, Pázmán Ferenc, Apor Nóra, Berend István, Csáktornyai Harry, Lányi Irma, László Lola, Róna Aladár, Zalai Lenke, Zátony Kálmán

## Német változat
A német változatot 1937-ben mutatták be: Hochszeitsreise zu 50% címmel. Rendező: Székely István, forgatókönyv: Halász Gyula, Kristóf Károly, László Aladár, párbeszédek: Fritz Grünbaum, gyártó: Lux film, hang: Tobis-Klang.
Szereplők:
- Ágay Irén – Käthe
- Verebes Ernő – Paul Kerekes
- Erdélyi Mici (Mimo von Delly-Ráday néven)[1] – Luise
- Kabos Gyula – Pernauer
- Dénes György – Theo

További dalok: Fritz Rotter: Wie in Roman, Drei kleine Wörte.